# 里弗羅德 (華盛頓州)
河路區（英文：River Road），是美国华盛顿州克拉勒姆县下属的一個普查规定居民点。2000年美國人口普查時人口為450人。此地是史魁恩附近主要的住宅區，也鄰近卡爾斯堡。